# Megan Carter Davies
Megan Carter Davies, född 1996, är en brittisk orienterare. Hon blev världsmästare i sprintorientering vid  Världsmästerskapen i orientering 2022.
Carter Davies föddes i Aberystwyth, Storbritannien. Hon tävlar för orienteringsklubbarna Swansea Bay OC(Storbritannien) och Rajämaen Rykmentti(Finland).